# Chlukov
Chlukov je zaniklý hrad, který stával na blíže neznámém místě na Strašicku.

## Poloha
Hrad bývá lokalizován na vrch Lipovsko, který vybíhá jihovýchodně od Strašic z masívu Hlava (788 m n. m.). Podle Augusta Sedláčka na zdejším skalnatém hřbetu stával hrad, ale novodobé průzkumy lokality nalezly pouze pozůstatky těžby železné rudy a několik milířišť. Existují hypotézy, které Chlukov spojují s nelokalizovaným hradem Kuškovem nebo Vydřiduchem.

## Historie
Jedinou písemnou zmínkou o hradu je zápis Beneše Minority o vojenské akci krále Karla IV. proti rožmberskému panství v okolí Strašic v roce 1352, při které byl spolu se strašickým hradem dobyt a vypálen. Cílem Karla IV. bylo ukončit vojenský konflikt mezi rakouskou šlechtou a pány z Landštejna. Na rozdíl od Strašic však již Chlukov nebyl obnoven, a povědomí o jeho poloze se vytratilo.
Hlavní funkcí hradu pravděpodobně byla ostraha obchodní trasy a okolních železnorudných podniků.